# Buck Rogers

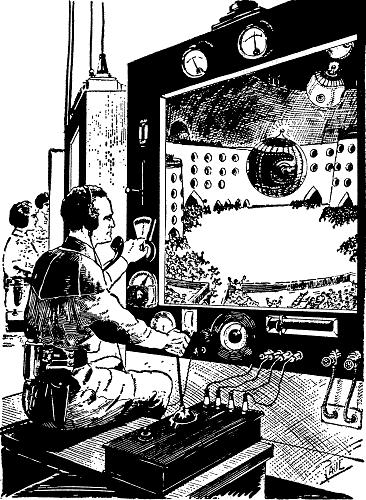
Buck Rogers steuert per Fernbedienung eine schwebende Kugel (März 1929)

Buck Rogers ist ein Science-Fiction-Held des 20. Jahrhunderts.
Er trat das erste Mal in Form einer Science-Fiction-Erzählung (Armageddon 2419 A.D.) unter dem Namen Anthony „Buck“ Rogers im August 1928 im US-Magazin Amazing Stories auf. In Armageddon 2419 A.D. wird Buck durch einen Unfall mit radioaktivem Gas in Stasis versetzt und wacht 500 Jahre später wieder auf, um zu erleben, dass Amerika von asiatischen Bösewichten kontrolliert wird. Er schließt sich einer Widerstandsgruppe an und lernt dort Wilma Deering kennen, die nun seine ständige Begleiterin wird. Sie befreien Amerika von den Besatzern und brechen gleich zu einer Polizeipatrouille zur Gefahrenabwehr in den Weltraum auf. Mit dabei sind der Wissenschaftler Dr. Huer, der Marsmann Innaldo und Tallan vom Jupiter.
Ihre Gegner sind Raumpiraten, Tigermenschen vom Mars und immer wieder der Erzbösewicht Killer Kane und dessen Verbündete Ardala Valmar, die mit ihm die Weltherrschaft anstrebt.
In den farbigen Sonntagsstrips erleben Wilmas kleiner Bruder Bud und seine Freundin, die Marsprinzessin Alura, separate Abenteuer.

Buck Rogers erschien zuerst in dieser Ausgabe von Amazing Stories, August 1928. Das Cover zeigt The Skylark of Space von Edward E. Smith, nicht Buck Rogers. Illustrator war Frank R. Paul.

Geschrieben wurde die Geschichte von Philip Francis Nowlan, der auch das Manuskript für den Comic Buck Rogers in the 25th Century A.D. verfasste. Dieser Comic erschien ab 7. Januar 1929 als Tagesstrip in den Zeitungen und gilt weltweit als der erste Science-Fiction-Comic. Illustriert wurde der Strip bis 1947 von Richard Calkins und danach von anderen Künstlern bis 1967. Obgleich nicht sonderlich gut gezeichnet, war der Comic in den Vereinigten Staaten sehr populär, da er für damalige Verhältnisse extrem futuristisch wirkte. Die rasant erzählte Space Opera zeigt Antigravitations-Gürtel, Strahlenpistolen, Raumgleiter (Scooter), Roboter und andere technische Zutaten, welche es bis dahin nur in der geschriebenen SF-Literatur der Pulpmagazine gab. Die Zeitungsstrips erreichten auch ein viel größeres Publikum als die Magazine. Gelegentlich wurde in Amerika das SF-Genre insgesamt als „das verrückte Buck-Rogers-Zeugs“ bezeichnet.
Rogers wird auch als Zitatgeber im Managementbereich genannt – beispielsweise „Weisen Sie Mittelmäßigkeit wie eine Seuche zurück, verbannen Sie sie aus ihrem Leben“.
Historische Nachfolger sind die Comicstrips Brick Bradford (1933), Flash Gordon (1934) und Dan Dare (1950), die Romanfiguren Captain Future (1940) und Perry Rhodan (1961) sowie der Kinofilm Star Wars (1977).

## Radiosendung
Die Comicgeschichte der Zeitungen wurde ab dem 7. November 1932 bis Mai 1936 über CBS Radio unter dem Titel The World in 2432 als Radiohörspiel ausgestrahlt. Die Sendung war bekannt für ihre Soundeffekte: ein Regiment marschierender Roboter, der Aufprall eines Raketenschiffes auf dem Boden und andere. Dieses tägliche, 15-minütige Serial wurde in den ersten Jahren von der Firma Kellogg gesponsert und war ein überragender Erfolg. Daraus ergab sich auch eine ausgiebige Vermarktung der Comic-Motive über den Spielzeugmarkt: Roboter, Strahlenpistolen, Blechraketen und Puppenakteure sowie Brettspiele, Kartenspiele und Uhren mit Buck Rogers-Bezug (Merchandising-Produkte) waren zu erwerben.
Buck Rogers war damit, im Gegensatz zu den europäischen Ländern, in den Vereinigten Staaten so bekannt wie Micky Maus, Donald Duck oder Superman. Viele spätere SF-Autoren und Filmemacher sind als Kinder oder Jugendliche mit den Buck-Rogers-Strips und -Radiosendungen der 1930er Jahre aufgewachsen, einer Zeit, in der die amerikanische SF-Literatur erst im Entstehen war, nachdem Hugo Gernsback 1926 die Zeitschrift Amazing Stories gegründet und Geschichten von Jules Verne und H. G. Wells nachgedruckt hatte.
In Europa dagegen konnten sich Weltraumhelden wie Buck Rogers, Brick Bradford und Flash Gordon nie richtig durchsetzen. Entsprechende Publikationen wurden mangels Verkauf bald wieder eingestellt. Diese Nichtbeachtung der Space Opera änderte sich erst in den 1970er Jahren nach den Erfolgen der Star-Wars-Filme von George Lucas.

## Film- und Fernsehadaptionen
Ein zehnminütiger Buck-Rogers-Film hatte während der Weltausstellung 1933/1934 in Chicago Premiere. Er trug den Titel: Buck Rogers im 25. Jahrhundert: eine Interplanetare Schlacht mit den Tigermenschen vom Mars.
1939 wurde Buck Rogers als zwölfteiliges Matinee-Serial verfilmt. Hier spielte Buster Crabbe, der zeitgleich auch die Hauptrolle in Flash Gordon spielte, die Rolle des Buck. Das Serial wurde 1984 vom Bayerischen Fernsehen unter dem Titel Buck Rogers in deutscher Synchronisation ausgestrahlt. Eine US-amerikanische Fernsehserie entstand 1950/1951; die Aufnahmen dazu gelten heute als verschollen.
In Nachahmung des großen Kinoerfolges von Krieg der Sterne (1977) griff der Produzent Glen A. Larson das Genre „Space Opera“ auf und produzierte Kampfstern Galactica (1978) als Pilotfilm für eine US-amerikanische Fernsehserie. Einige der dabei benutzten Modelle und Kostüme wurden von ihm später für den Film Buck Rogers (1979) weiterverwendet, ebenfalls ein Pilotfilm einer Fernsehserie. Diese Serie lief in den Vereinigten Staaten von 1979 bis 1981. In Deutschland wurde sie Mitte der 1980er-Jahre erstmals ausgestrahlt. Im Gegensatz zum Comic ist Buck Rogers hier ein NASA-Astronaut und wird durch einen Unfall in seiner Raumfähre tiefgekühlt. Er wird 500 Jahre später aufgetaut und kehrt zur Erde zurück. Diese zweite, neuere Version der Geschichte erinnert stark an den gut elf Jahre früher erschienenen Filmklassiker Planet der Affen (1968). Die für diese Fassung neu eingeführten Figuren sind unter anderem der Roboter Twiki (für seine Typenbezeichnung TWKE4) sowie Dr. Theopolis, ein Computergehirn.

## Computerspiele
Es gibt zu Buck Rogers drei Computerspiele: Buck Rogers: Planet of Zoom (1982) von Sega, Buck Rogers: Countdown to Doomsday (1990) und den dazugehörigen zweiten Teil Buck Rogers – Matrix Cubed (1992), beide von SSI.

## Musik
Auf dem Album Echo Park der britischen Rockband Feeder ist ein Titel namens Buck Rogers erschienen, der 2001 auch die erste Single zu dem Album war.